# Iquitos
Iquitos este un oraș din Peru, fiind totodată și capitala regiunii Loreto.